# Doyenné du Pays du Bessin
Le doyenné du Pays du Bessin est une ancienne subdivision du diocèse de Bayeux et Lisieux. Il regroupait 115 communes réparties en six paroisses. Ce doyenné a disparu en 2015 avec la réorganisation du diocèse en dix pôles missionnaires à l'initiative de Jean-Claude Boulanger, évêque de Bayeux et Lisieux de mars 2010 à juin 2020.

## Paroisses

### Notre-Dame-des-Flots
- Colleville-sur-Mer
- Commes
- Étréham
- Longues-sur-Mer
- Maisons
- Port-en-Bessin-Huppain
- Russy
- Sainte-Honorine-des-Pertes

### Notre-Dame du Bessin
- Agy
- Arromanches-les-Bains
- Asnelles
- Barbeville
- Bayeux
- Cottun
- Cussy
- Esquay-sur-Seulles
- Guéron
- Le Manoir
- Magny-en-Bessin
- Manvieux
- Meuvaines
- Monceaux-en-Bessin
- Noron-la-Poterie
- Ranchy
- Ryes
- Saint-Côme-de-Fresné
- Saint-Loup-Hors
- Saint-Vigor-le-Grand
- Sommervieu
- Subles
- Sully
- Tour-en-Bessin
- Tracy-sur-Mer
- Vaucelles
- Vaux-sur-Aure
- Vaux-sur-Seulles
- Vienne-en-Bessin

### Saint-Benoît de l'Aure
- Canchy
- Cardonville
- Castilly
- Cricqueville-en-Bessin
- Deux-Jumeaux
- Englesqueville-la-Percée
- Grandcamp-Maisy
- Géfosse-Fontenay
- Isigny-sur-Mer
- La Cambe
- Les Oubeaux
- Longueville
- Monfréville
- Neuilly-la-Forêt
- Osmanville
- Saint-Germain-du-Pert
- Saint-Pierre-du-Mont
- Vouilly

### Saint-Exupère en Bessin
- Aignerville
- Asnières-en-Bessin
- Bernesq
- Bricqueville
- Cartigny-l'Epinay
- Colombières
- Ecrammeville
- Formigny
- La Folie
- Lison
- Louvières
- Mandeville-en-Bessin
- Mosles
- Rubercy
- Saint-Laurent-sur-Mer
- Saint-Marcouf
- Sainte-Marguerite-d'Elle
- Saint-Martin-de-Blagny
- Surrain
- Trévières
- Vierville-sur-Mer

### Saint-Hubert des Biards
- Balleroy
- Blay
- Campigny
- Crouay
- La Bazoque
- Le Breuil-en-Bessin
- Le Molay-Littry
- Le Tronquay
- Litteau
- Montfiquet
- Planquery
- Saon
- Saonnet
- Tournières
- Vaubadon

### Saint-Martin de la Seulles
- Arganchy
- Audrieu
- Bucéels
- Cahagnolles
- Carcagny
- Castillon
- Chouain
- Condé-sur-Seulles
- Cristot
- Ducy-Sainte-Marguerite
- Ellon
- Fontenay-le-Pesnel
- Hottot-les-Bagues
- Juaye-Mondaye
- Juvigny-sur-Seulles
- Lingèvres
- Longraye
- Loucelles
- Nonant
- Saint-Paul-du-Vernay
- Saint-Vaast-sur-Seulles
- Tilly-sur-Seulles
- Trungy